# 벨트라인

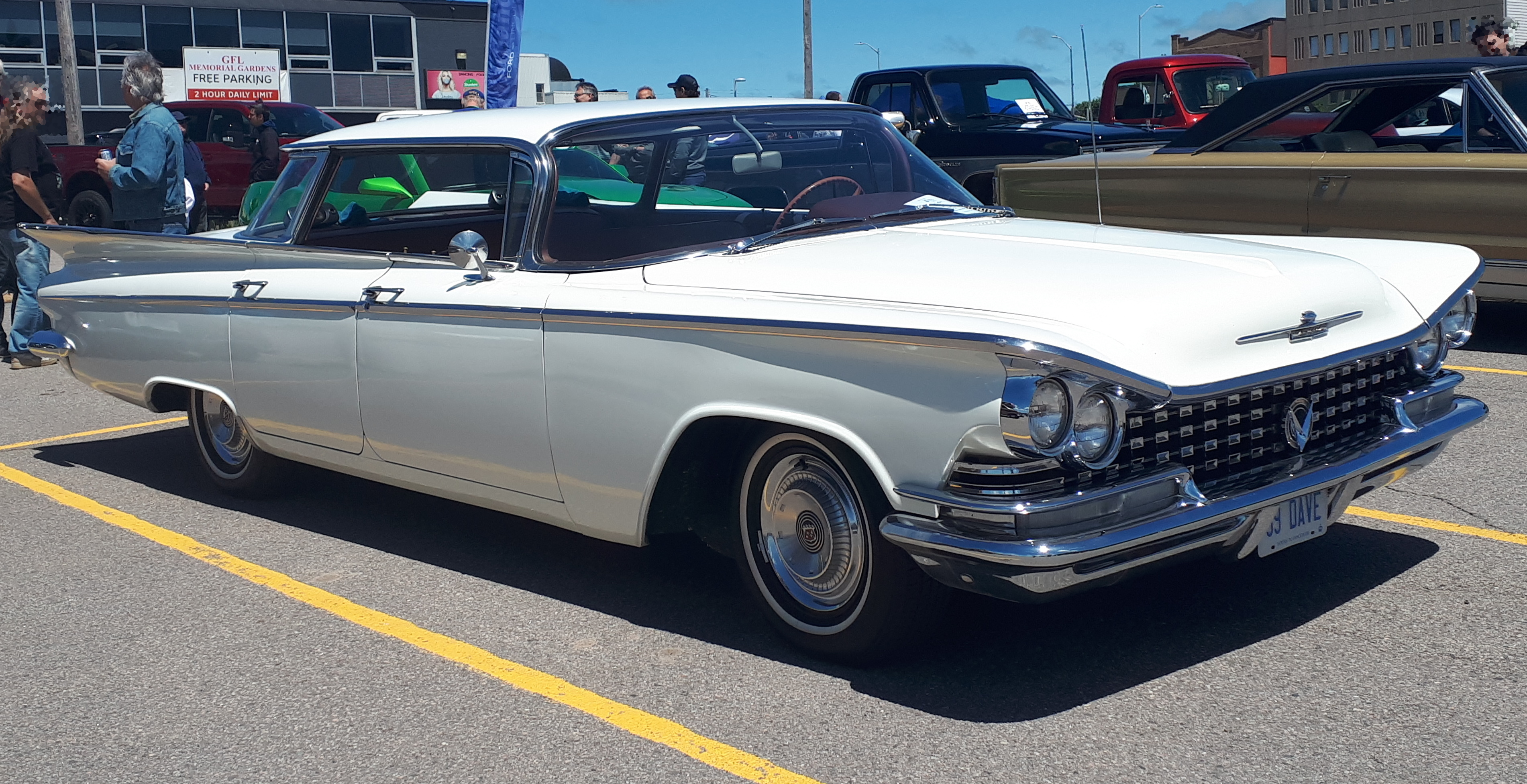
1959년형 뷰익 르사브르, 외관을 감싸는 벨트라인이 특징적임.

벨트라인(Beltline)은 차량 유리 패널(윈드스크린, 사이드 윈도우, 뒷유리 등)의 하단 가장자리를 나타내는 선으로, 차체 스타일에 관계없이 모든 차량에 적용된다. 벨트라인은 차량 외관 디자인의 핵심 요소로, 차량 측면부의 전체적인 라인과 실루엣에 큰 영향을 미친다. 벨트라인은 시각적 안정감을 제공할 뿐만 아니라 차량의 구조적 강도와 내구성에도 기여한다. 많은 제조사들이 벨트라인을 활용해 스포츠카, 세단, SUV 등 다양한 차종에서 디자인 포인트로 사용하고 있다.
1. ↑  “Starting Out: Car Design Glossary - Part 1”. 2018년 4월 11일에 원본 문서에서 보존된 문서. 2025년 2월 4일에 확인함.
2. ↑  “Beltline(automotive)”.